# Jeff Engelen
Pour l’article homonyme, voir Engelen (homonymie).
Jeff Engelen, né le 24 juillet 1953, est un écrivain et homme politique luxembourgeois, président du Parti réformiste d'alternative démocratique (ADR) dans la circonscription Nord,.
Depuis 1990, Jeff Engelen est conseiller communal de Wincrange,.
À la suite des élections législatives du 14 octobre 2018, Jeff Engelen fait son entrée à la Chambre des députés en date du 30 octobre 2018,.